# Yvonne Reynders
Yvonne Reynders (Schaerbeek, 4 d'agost de 1937) va ser una ciclista belga que va combinar la carretera amb el ciclisme en pista. Va aconseguir tretze medalles, de les quals set d'or, entre els Campionats del món de persecució i els de ruta.

## Palmarès en pista
- 1959
  -  Campiona de Bèlgica en Persecució
- 1961
  -  Campiona del món en Persecució
  -  Campiona de Bèlgica en Persecució
- 1963
  -  Campiona de Bèlgica en Persecució
- 1964
  -  Campiona del món en Persecució
  -  Campiona de Bèlgica en Persecució
- 1965
  -  Campiona del món en Persecució
  -  Campiona de Bèlgica en Persecució
- 1966
  -  Campiona de Bèlgica en Velocitat
  -  Campiona de Bèlgica en Persecució
- 1967
  -  Campiona de Bèlgica en Persecució

## Palmarès en ruta
- 1959
  -  Campiona del món en ruta
- 1961
  -  Campiona del món en ruta
- 1962
  -  Campiona de Bèlgica en ruta
- 1963
  -  Campiona del món en ruta
  -  Campiona de Bèlgica en ruta
- 1966
  -  Campiona del món en ruta
- 1976
  -  Campiona de Bèlgica en ruta